# Florencia Bertotti
María Florencia Bertotti Baleirón, cunoscută ca Florencia Bertotti, (n. 15 martie 1983) este o actriță și cântăreață argentiniană. Este cunoscută mai ales pentru rolul principal din serialul Nini.

## Biografie
S-a născut la Buenos Aires în 1983. A debutat pe scenă la vârsta de 12 ani și a interpretat diverse roluri în film și teatru. În perioada 2006 - 2010, a fost căsătorită cu Guido Kaczka, alături de care are un copil, Romeo. Este căsătorită cu Federico Amador, unul dintre actorii principali ai serialului Nini.

## Premii
În 1998 a fost nominalizată în cadrul Argentine Film Critics Association Awards pentru rolul Aneta din filmul El faro.
În 2004 a fost nominalizată pentru rolul Florenciei din filmul Floricienta pentru premiile Martín Fierro și respectiv Clarín, pentru primul dintre ele fiind nominalizată și în anul următor. A mai devenit cunoscută și datorită colaborări cu actorul Benjamin Rojas.
În perioada 2009 - 2010, a jucat rolul „Nina Gomez” în serialul Nini de pe Disney Channel, rol în care era îndrăgostită de „Tomas Parker” (Federico Amador).

## Cariera
A debutat in lumea telenovelelor in anul 1995 in telenovela ”Dulce Ana” , in anul 1996 a jucat in telenovela ”90-60-90_modelos” , ”De corazón” (1997) ,  ”Verano_del_98” (1999–2000), ”Luna salvaje” (2000) si ”Culpables” (2001).
Pentru rolul Valeriei din Son amores obține doi ani consecutiv, în 2002 și 2003, premiul Martín Fierro, iar în 2003 premiul Clarín.